# Vidalia (Géorgie)
Pour les articles homonymes, voir Vidalia.
Vidalia est une ville américaine située dans les comtés de Toombs et de Montgomery, en Géorgie. Selon le recensement de 2020, sa population est de 10 785 habitants.